# Heinrich Christian von Senckenberg
Pour les articles homonymes, voir Senckenberg.
Heinrich Christian von Senckenberg (1704-1768) est un juriste allemand.

## Biographie
Né à Francfort-sur-le-Main, il est professeur à l'Université de Giessen, conseiller de l'électeur de Hanovre, jurisconsulte du margrave de Brandebourg-Anspach et du prince de Nassau-Orange, enfin conseiller aulique de l'empereur, qui le fit baron en 1745. Il meurt à Vienne le 30 mai 1768.
Il est le frère aîné de Johann Christian Senckenberg (1707-1772) qui a donné son nom au Muséum Senckenberg de Francfort.

## Œuvres
On a de lui : 
- Die monarchisch-demokratische Form des Römischen Reiches (1724),
- Selecta iuris et historiarum (1734-1742),
- Corpus juris feudalis germanici, 1740 ;
- Sammlung von ungedruckten und raren Schriften zur Erläuterung des Staates, 1745-1751, 4 volumes ;
- De la juridiction suprême de l'empereur en Allemagne, 1760 ;
- Corpus juris germanici publici ac privati inedilum, Francfort, 1760-66, 2 vol. in-folio.